# Петър II Караджорджевич
Петър II Караджорджевич е крал на Югославия от 9 октомври 1934 до 29 ноември 1945 г. Петър II е третият и последен крал на Югославия. Той е най-възрастният син на крал Александър I Караджорджевич и Мария Румънска. Двама от неговите кръстници са бъдещият британски крал Джордж VI и Елизабет Румънска.

## Биография

### Ранен живот и образование
Петър II Караджорджевич е роден на 6 септември 1923 г. в гр. Белград, Сърбия. Неговото обучение започва в кралския дворец в родния му град Белград. След това Петър заминава за Англия, за да продължи обучението си там. Тогава на 11-годишна възраст наследява трона на Югославия, след убийството на баща му в Марсилия. Тъй като е малолетен, е назначен регентски съвет, начело на който застава чичо му принц Павле.

### Втора световна война (1939 – 1945)
Въпреки че крал Петър и неговите съветници са на страната на антифашистката коалиция, регентът принц Павле присъединява Югославия към Тристранния пакт.
На 27 март 1941 г., Петър, тогава на 17 години, се включва в преврат, подкрепен от Великобритания, чиято цел е да извади Югославия от съюза ѝ с Тристранния пакт.
Отлагайки операция „Барбароса“, Германия едновременно атакува Югославия и Гърция. Под наименованието „операция Наказание“ на 3 април Луфтвафе бомбардира Белград, цели 3 дни и 3 нощи. За по-малко от седмица Германия, България, Унгария и Италия нападат Югославия и на 17 април правителството в Белград капитулира. Югославия е между Италия, България, Унгария и Германия и марионетната Хърватска държава.
Петър и правителството напускат държавата още в началото на операцията срещу Югославия и първоначално бягат в Гърция, оттам в Йерусалим, след това в съществуващата тогава Британска Палестина, Кайро, Египет, а през юни 1941 г. се присъединяват и към останалите правителства в изгнание в Лондон. Там той завършва своето образование в Кеймбридж и се присъединява към кралските военновъздушни сили.
Въпреки краха на Югославската армия, на територията на държавата продължават да съществуват две групировки, борещи се срещу окупаторите. Първата е Кралската Югославска армия, водена от Дража Михайлович, министър на отбраната на правителството в изгнание. Втората са партизаните, ръководени от Йосип Броз, познат по-късно под името Тито. Съюзниците първоначално подкрепят Михайлович, но впоследствие подкрепят Тито, тъй като се оказва, че партизаните са по-добре организирани в борбите си срещу германците.

### Сватба
Петър II се жени за принцеса Александра Гръцка и Датска на 20 март 1944 г.

### Детрониране и изгнание
Докато все още е в изгнание, на 29 ноември 1945 г. Петър II е детрониран от Югославската комунистическа асамблея, но така и до края на живота си не абдикира. След края на войната Петър II се заселва в САЩ. След като доста години страда от цироза на черния дроб, Петър умира след неуспешна трансплантация на черен дроб на 3 ноември 1970 г. в Денвър, Колорадо. Погребан е в църквата „Св. Сава“ в Либертивийл, щата Илиноис, и е единственият европейски монарх, погребан в Америка. Наследник на трона е синът му Александър II. На 26 май 2013 г. Петър II е препогребан в мавзолея на кралското семейство на хълма Опленац, близо до град Топола, Сърбия, заедно със съпругата си Александра. Тогава в близост са препогребани майка му кралица Мария и брат му принц Андрей.